# Xích Liệp Giác

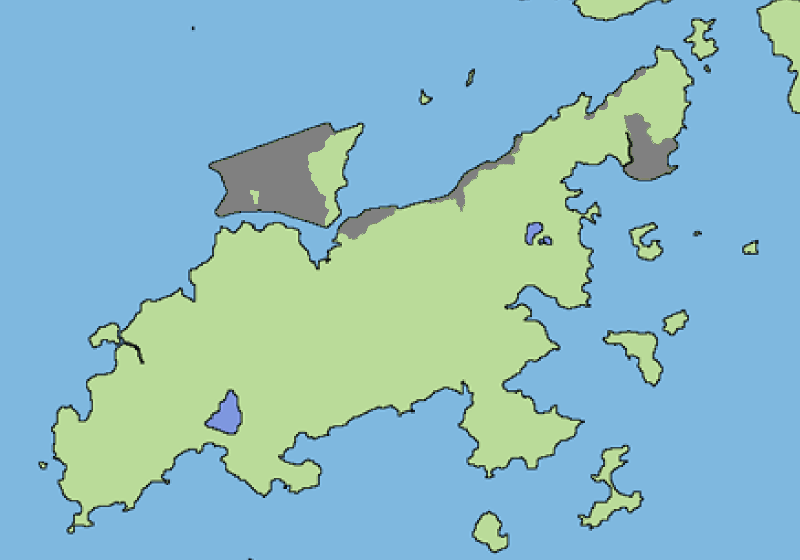
Bản đồ thể hiện các vùng đất lấn biển tại đảo Đại Nhĩ Sơn, Lãm Châu và Xích Liệp Giác.

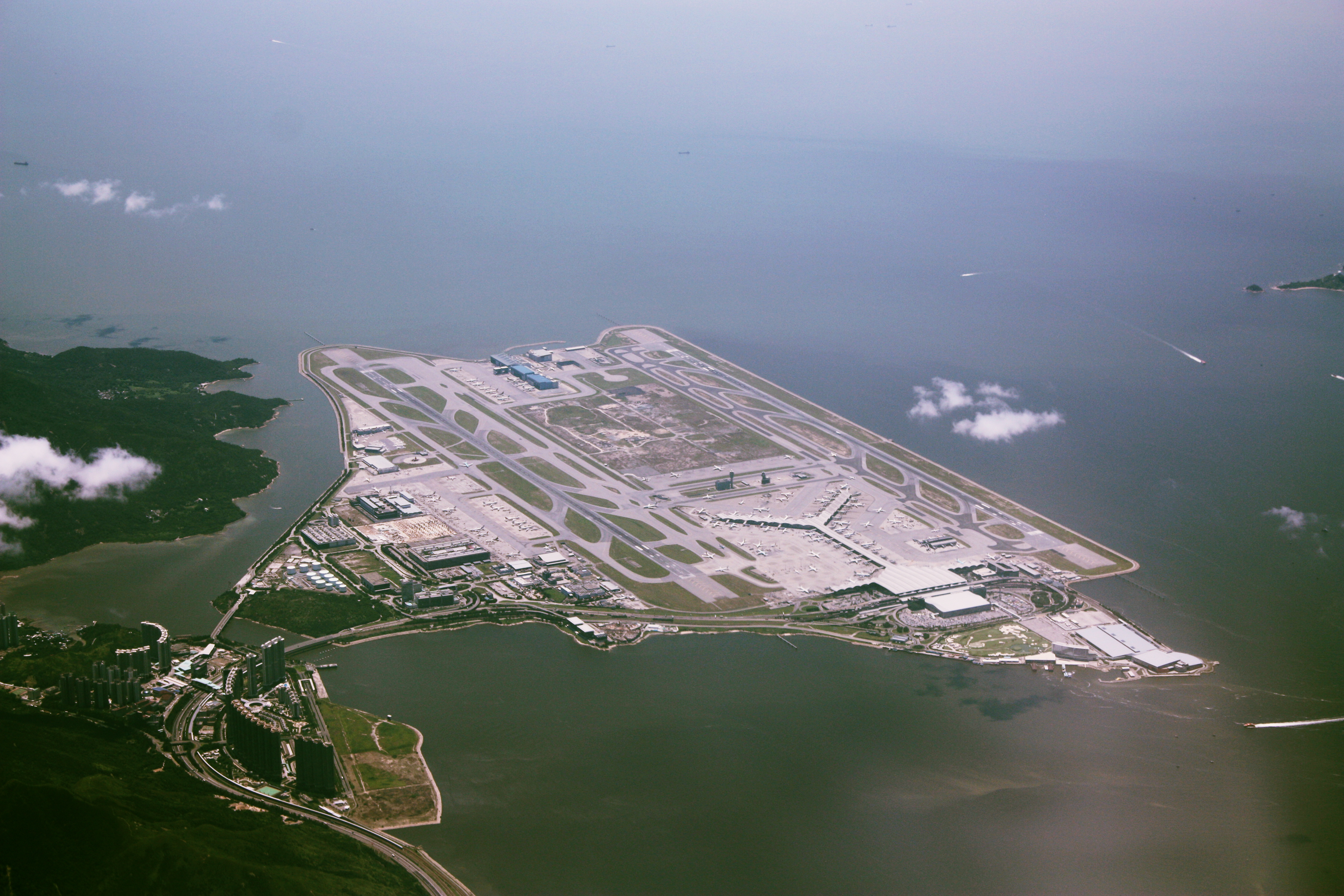
Không ảnh đường băng sân bay vào năm 2010.

Xích Liệp Giác (tiếng Anh: Chek Lap Kok) là một hòn đảo tại vùng biển phía tây của Hồng Kông. Xích Liệp Giác cùng với đảo Lãm Châu nhỏ hơn đã được san bằng và hợp nhất thông qua cải tạo đất, hình thành nên một vùng đất rộng 12.48 km² để làm nền cho Sân bay quốc tế Hồng Kông, vốn bắt đầu các hoạt động thương mại từ năm 1998. Do đó, sân bay quốc tế này còn được gọi là Sân bay Chek Lap Kok.
Hong Kong SkyCity, một tổ hợp kinh doanh và giải trí, cũng nằm trên đảo Xích Liệp Giác. Nó bao gồm trung tâm triển lãm và hội nghị AsiaWorld-Expo, hoạt động từ năm 2005. Cathay Pacific City, trụ sở chính của Cathay Pacific, và các trụ sở chính của Dragonair và Hong Kong Airlines cũng nằm trên nền sân bay.

## Tên gọi
Tên gọi của đảo có thể bắt nguồn từ sự trơ trụi của đảo, hình dạng của hòn đảo giống như con cá pecca kẽ đỏ ('xích liệp', 赤鱲), hoặc loài cá này từng phong phú trong vùng lân cận của đảo.

## Địa lý
Xích Liệp Giác nằm ở phía bắc của đảo Đại Nhĩ Sơn, ở ngoài khơi của Mã Loan Dũng và Đông Dũng. Trước khi xây dựng nền cho sân bay, Xích Liệp Giác là một hòn đảo nhỏ và nhiều đồi núi, dài khoảng 4 km, với diện tích 3,02 km² (other sources mention 2.8 km²). Phần cực nam của đảo tạo thành một bán đảo nhỏ, phần lớn vẫn chưa được phát triển. Khu vực này đối mặt với Đông Dũng và nay được đặt tên là "Quan Cảnh Sơn" (Scenic Hill). Đó là nơi có công viên Cổ Diêu (Ancient Kiln Park) và trạm góc đảo sân bay của tuyến cáp treo Ngang Bình 360.

## Lịch sử
Hòn đảo có người cư trú không ổn định kể từ thời đại đồ đá mới giữa cách đây 6.000 năm.
Trong thế kỷ 19 và 20, các cư dân trên đảo Xích Liệp Giác làm nông nghiệp, bao gồm trồng lúa, và khai thác đá. Dân cư trên đảo là khoảng 200 trong thập niên 1950, tăng mạnh trong thập niên 1960. Sau đó, dân cư trên đảo suy giảm và cuối cùng chỉ còn khoảng 20 còn ở lại khi dự án xây dựng sân bay mới được công bố vào đầu thập niên 1990.
Thôn làm nông nghiệp và đánh cá ban đầu trên đảo được tái định cư đến thôn Xích Liệp Giác (赤鱲角村) gần Đông Dũng trên đảo Đại Nhĩ Sơn. Một miếu Thiên Hậu được xây dựng vào năm 1823 ở đông bắc của đảo. Toàn bộ miếu được xây dựng bằng đá hoa cương khai thác trên đảo. Miếu đã bị phá hủy vào năm 1991 và được xây dựng lại vào năm 1994 ở vị trí hiện nay.
Ếch cây Romer (Philautus romeri), một loài ếch độc nhất vô nhị với kích thước chỉ bằng ngón tay, nó chỉ được tìm thấy tại Hồng Kông, và đã được di dời từ Xích Liệp Giác đến môi trường sống mới trên đảo Đại Nhĩ Sơn trước khi xây dựng sân bay.